# Ricominciare (soap opera)
Ricominciare è una soap opera italiana trasmessa su Rai 1 dal lunedì al venerdì alle 14:10 dal 18 settembre 2000 al 27 giugno 2001.

## Il serial
La soap era co-prodotta da Rai Fiction e Videa. Il casting era curato da Rita Forzano. Ogni episodio durava 35 minuti (pubblicità esclusa). La sigla della soap opera era la canzone Una donna da sognare scritta da Vasco Rossi e Gaetano Curreri, e cantata da Patty Pravo.

## Trama
La soap opera, ambientata a Perugia, narra le vicende di due famiglie: i Vallesi ed i Ruggeri.
I Vallesi sono una ricca e potente famiglia proprietaria di una prestigiosa casa editrice, mentre i Ruggeri sono una famiglia molto meno abbiente, il cui destino però s'intreccia a quello dei Vallesi.
La storia inizia con la morte del patriarca Carlo Vallesi e il conseguente passaggio di gestione della casa editrice ai tre figli di questo: Laura, Vittorio e Filippo.
Di questi però solo Laura sembra avere ereditato dal padre i requisiti necessari per mandare avanti con successo l'azienda di famiglia in quanto Filippo (il più giovane dei tre) non può occuparsene in quanto ha gravi problemi di tossicodipendenza mentre Vittorio, nonostante ce la metta tutta per guidarla al meglio, si dimostra del tutto incapace come manager; per questo la casa editrice viene messa nelle mani di Alex Müller, l'infedele marito di Laura, e ciò scatenerà una lotta di potere tra questo ed il cognato Vittorio.
Altri membri della famiglia Vallesi sono Flavia, la vedova di Carlo da lui sposata in seconde nozze, affascinante quarantenne in perenne conflitto con i tre figliastri (che l'hanno sempre considerata un'arrampicatrice sociale); la piccola Angelica, figlia di Flavia, avuta da una sua precedente relazione; Riccardo, nipote di Carlo (che lo ha sempre considerato come un quarto figlio), un audace uomo d'affari, da cui Flavia è sempre stata attratta, che non ha mai conosciuto suo padre che dopo la morte dello zio torna a vivere a Perugia dopo aver guidato una finanziaria in Svizzera per avere un pezzo della casa editrice entrando quindi in conflitto con i cugini; Agnese, sorella di Carlo e madre di Riccardo, donna libera ed indipendente, che ha cresciuto da sola il figlio, e che gestisce un centro di assistenza agli anziani nella villa di famiglia.
Un giorno Fantini, un imprenditore e vecchio amico di Carlo, trovandosi in guai finanziari chiede un aiuto economico ad Alex, che però rifiuta di darglielo; questo, messo alle strette dagli strozzini, si suicida lasciando nella disperazione la figlia Roberta, che da allora cerca vendetta nei confronti dei Vallesi.
I Ruggeri invece sono la classica famiglia piccolo-borghese: il padre Tommaso è una guardia notturna con il sogno di aprire un'osteria a conduzione familiare, sposato con Anna, una sarta; la coppia ha due figli: Paola, vivace ed intelligente studentessa universitaria, e Nicola detto Nick, un ragazzo timido e sognatore che però, a causa di un trauma infantile, soffre di agorafobia che non gli permette di vivere una vita normale.
Altri personaggi che ruotano attorno ai Vallesi ed ai Ruggeri sono: il commissario di polizia Vieri; l'avvocato Grimaldi, amante di Flavia; Marcella, una giovane ragazza madre; Ettore Marini, direttore di un'emittente radiofonica di Perugia, Radio Azzurra; Veronica, affascinante modella e primo amore di Alex; suo fratello Franco, sempre invischiato in affari torbidi; Luciano, un uomo dal passato misterioso che stringe amicizia con Laura, Valerio, lo strozzino responsabile della morte di Fantini; Tony, un sottoposto di Valerio; Renato, maggiordomo dei Vallesi; Caterina, governante dei Fantini.

## Programmazione
Ricominciare è stata la prima soap opera a cadenza quotidiana trasmessa su Rai 1 alle 14:10 a partire da lunedì 18 settembre 2000 in diretta concorrenza con Vivere soap opera in onda alla stessa ora su Canale 5; per i primi quattro mesi di programmazione gli ascolti si rivelarono positivi tanto che la soap della Rai superò negli ascolti diverse volte la rivale di Canale 5 (in onda dal 1999). A partire dal gennaio 2001 però Canale 5 sostituì Vivere con una nuova soap: Centovetrine che dopo un inizio in sordina riuscì ad ottenere un grande successo facendo il doppio degli ascolti di Ricominciare che nel corso dei mesi iniziò a perdere sempre più spettatori; venerdì 27 giugno 2001 andò in onda l'ultima puntata della prima stagione della soap opera.
Nonostante sia i registi, sia i produttori che gli attori in più interviste dichiararono che Rai 1 aveva riconfermato Ricominciare anche per la stagione 2001-2002 ed era dunque prevista la realizzazione di almeno altre 200 puntate, all'improvviso la Rai decise invece di concluderne la produzione per via dei bassi risultati d'ascolto conseguiti durante l'annata televisiva appena conclusa, non lasciando neanche la possibilità agli autori di poter dare un termine alle varie story-lines della soap che erano rimaste ancora aperte: Ricominciare è dunque terminata dopo una sola stagione composta da 200 episodi.

## Riprese
La soap opera veniva realizzata per le scene esterne a Perugia (città in cui il serial era ambientato) ma gli interni erano invece girati a Roma, negli studi della Videa. Alcuni episodi della soap hanno avuto come location l'isola di Ponza.

## Repliche
Nella stagione 2003-2004, Rai 1 replicò la soap alle ore 05:30 del mattino.
In seguito venne ritrasmessa anche su Rai 2 e su Rai Premium sempre in orario notturno.

## Distribuzione internazionale
Nonostante in Italia la soap opera non abbia riscosso molto successo, Rai International ha distribuito il serial anche all'estero, con il titolo Starting Over.